# Karaliyadda
Karaliyadda o Karalliadde Bandara (o Karalliadde Kumara Bandara) fou rei de Senkadagala (Kandy) del 1551 al 1581. Era fill de Jaya Vira (Jayawira Astana) i d'una princesa de la família Karavella.
El 1551 va enderrocar al seu pare, que es diu que afavoria a un fill del seu segon matrimoni amb una princesa del clan Gampola. Vers el 1554 Vidiye Bandara, pare del rei de Kotte i regent del regne, enfrontat al rei de Sitawaka Mayadunne (llavors aliat temporalment als portuguesos) es va refugiar a Uda Rata on fou ben rebut per Karaliyadda Bandara. Vidiye Bandara va aixecar allí un nou exèrcit i es va dirigir al Quatre Korales on fou atacat per Tikiri Rajjuru Bandara, fill de Mayadunne, i es va haver de retirar cap a les muntanyes. L'exèrcit reclutat a Uda Rata, desmoralitzat, es va desbandar després de poca resistència i fou perseguit i massacrat i el seu general fou aclamat pels soldats vencedors amb el nom de Raja Sinha (Rei Lleó). A petició de Mayadunne el rei Karaliyadda va expulsar a Vidiye Bandara.
Després de fracassar en conquerir Kotte i darrerament Colombo, Raja Sinha I va dirigir la seva atenció a Uda Rata i 30.000 veterans de guerra es van presentar a Balane la fortalesa de muntanya que dominava l'altiplà central. L'exèrcit de Karalliyadda amb el suport d'alguns portuguesos fou rebutjat i la seva capital ocupada sent nomenat virrei Wirasundara Mudiyanse, cap de Paradeniya que havia col·laborat amb Raja Sinha. Karalliyadda va fugir a Trincomalee on va morir de verola junt amb membres de la seva família; la seva filla d'un any sota custòdia del nebot Jama Sinha Bandar, fou portada a Jaffna on va demanar protecció al rei tàmil.